# ジョルジ・デ・アモリン・カンポス
ジョルジーニョ (Jorginho) こと、ジョルジ・デ・アモリン・カンポス（Jorge De Amorim Campos、1964年8月17日 - ）は、ブラジル・リオデジャネイロ出身の元同国代表サッカー選手、サッカー指導者。現役時代のポジションは右ディフェンダー (サイドバック) 、ミッドフィールダー（ボランチ）。現役時代には世界最高の右サイドバックと評価されていた。

## クラブ経歴

### ブラジル時代
幼い頃に父親を事故で亡くし、貧しい少年時代を過ごした。13歳の時に地元リオデジャネイロのアメリカFCに入団した。入団テストはセンターバックとして受けたが、身長不足のためサイドバックに転向し、機敏性と身体能力を武器にで頭角を現し、17歳の時に監督のエドゥの目に止まり、プロデビューを果たした。
1985年にCRフラメンゴに移籍し、ジーコらとともに1986年のリオ・デ・ジャネイロ州選手権と、1987年のブラジル全国選手権制覇に貢献した。

### ブンデスリーガ
1989-90シーズンにドイツのバイエル・レバークーゼンに移籍。1991-92シーズンにはキャプテンを務め、ブンデスリーガでウーベ・バインの16アシストに次ぐ、2位となる14アシストを記録した。
1992-93シーズン、レアル・マドリード、インテルナツィオナーレ・ミラノが獲得に動いたが、クラブ間の交渉のよりFCバイエルン・ミュンヘンに移籍した。主にはボランチとしてプレーし、すぐにチームに馴染み、ファンにも愛された。同シーズンは10アシストを記録した。
1993-94シーズン、カイザースラウテルンと激しく優勝を争う中、第34節のシャルケ04戦では疲労からの体調不良でベンチスタートとなったが、前半20分から出場し、勝利を決定的とするゴールを決めて勝利に貢献、この結果チームはカイザースラウテルンに勝ち点1差で優勝を果たした。またマジーニョと共に、マイスターシャーレを掲げた最初のブラジル人選手となった。
1994-95シーズン途中までバイエルンでプレー、キャプテンを務めたこともあった。ブンデスリーガでは通算154試合15ゴール39アシストの成績を残した。
1994-95シーズン開幕前にチームがパパン、ズッターらの外国人選手たちを獲得したことで、外国人枠の影響により出場機会をやや減らしていた。シーズン途中、バイエルンがヨーロッパの他クラブへの放出を渋り、鹿島の監督を務めていた、ジーコの兄のエドゥーに誘われ、1995年に鹿島アントラーズへ移籍。

### アントラーズ
鹿島では右サイドバックやボランチとしてプレーした。Jリーグファーストステージの開幕戦、1995年3月18日横浜マリノス戦で初出場、Jリーグ初ゴールは3月25日のサンフレッチェ広島戦。1996年、ジョアン・カルロス監督は右サイドバックとして起用する構想であったが、本人の希望によってボランチとしてプレーした。この年リーグ戦のみで11アシストを記録、リーグ優勝に貢献し、Jリーグ年間最優秀選手賞とベストイレブンに選出された。
1997年、ヤマザキナビスコカップ準決勝、名古屋グランパスエイト戦の1stレグでは決勝ゴールを決め、決勝のジュビロ磐田戦、1stレグでも決勝ゴールを決めて勝利に貢献、鹿島は2ndレグでも勝利し優勝を果たした。このシーズンのナビスコカップでは7ゴールを挙げる活躍で優勝に貢献した。同年の第77回天皇杯全日本サッカー選手権大会では、準決勝東京ガスとの対戦で1ゴールを決めて決勝進出、元日の決勝ではフリューゲルスを破り優勝を果たした 1998年はチャンピオンシップでジュビロ磐田を破り、Jリーグ年間優勝を果たした。Jリーグでは通算108試合17ゴールの成績を残した。

### その後
1999年にブラジルに帰国しサンパウロに加入、2000年からプレーしたヴァスコ・ダ・ガマでは第1回FIFAクラブワールドカップに出場、コリンチャンスに決勝で敗れ準優勝。2003年に現役引退した。

## 代表経歴
同年6月にエクアドル戦でブラジルフル代表デビューを果たし、その試合でゴールも決めた。1988年にはソウルオリンピックブラジル代表に選ばれ、銀メダルを獲得した。1990 FIFAワールドカップ、1994 FIFAワールドカップではレギュラーメンバーとしてプレーした。
1990 FIFAワールドカップにおいては3-5-2を採用したシステムの中で、ウイングバックとして、堅実な守備、前線への受け渡し、正確なクロスなど、優勝に貢献した西ドイツのアンドレアス・ブレーメと並ぶ程の好プレーを見せた。しかしその後、約2年間は代表を遠ざかった。
1994 FIFAワールドカップでは全試合に先発出場、グループリーグ第2戦カメルーン代表戦でマルシオ・サントスのゴールをアシスト、準決勝のスウェーデン戦ではクロスでロマーリオの決勝ゴールをアシストして決勝進出に貢献、決勝のイタリア戦では負傷でカフーとの交代を余儀なくされた。チームはPK戦の末に優勝を果たした。大会中、攻撃時にはウイングプレーヤーの様な役割を果たし、守備でもほぼパーフェクトなプレーでチームに貢献、FIFAが選出した大会ベストイレブンに選出された。
アントラーズ在籍時にはコパ・アメリカ1995に出場したが、コパ・アメリカ以降は次の1998 FIFAワールドカップに向け、年齢を考慮した選手選考をするというマリオ・ザガロ代表監督の方針があり、1995年8月9日に日本で行われた日本戦が代表最後の出場となった。

## 引退後
引退後はいったん代理人業に従事するが、2006年に初めて在籍したクラブであるアメリカFCの監督として現場に復帰。同年夏からはドゥンガ監督のもとでブラジル代表のヘッドコーチに就任した。ワールドカップ・南アフリカ大会終了後は2010年にゴイアスEC、2011年にはフィゲイレンセFCの監督を歴任。フィゲイレンセでは、財政的に余力があるわけでもなく、知名度のある選手を補強することなく戦った同クラブを、シーズン終盤までコパ・リベルタドーレス出場権を争うチームに作り上げ、最終的に20チーム中の7位に導いた。この功績が評価され、ジョルジーニョは同年のリーグ最優秀監督候補の3人の中の1人に選出された。
2012年、古巣である鹿島アントラーズの監督に就任。同年のナビスコカップとスルガ銀行チャンピオンシップを制覇したが、1年限りで退任した。
2013年3月17日、古巣CRフラメンゴの監督に就任したが、6月7日に解任。8月25日、AAポンチ・プレッタの監督に就任。しかし、12月13日に解任。
2014年4月13日、2014-15シーズンからアル・ワスルFCの監督に就任する事が発表された。
2015年8月17日、CRヴァスコ・ダ・ガマの監督に就任。
2017年6月1日、ECバイーアの監督に就任するも、わずか14試合で解任された。
2018年6月6日、CRヴァスコ・ダ・ガマに復帰、再び監督に就任。2022年にはチームをブラジル1部リーグに復帰させる活躍を見せたが、同年11月に監督を退任した。
2024年3月25日、タイのブリーラム・ユナイテッドFCの監督に就任した。

## 人物
2000年、貧しい子供たちのための施設「Bola pra frente」（ボーラ･プラ･フレンチ）をリオ市郊外グァダルッピ地区に設立、現在施設では6歳～17歳の約900人の少年少女たちがその年齢に合わせて学芸やスポーツ、職業訓練などを学んでいる。
2019年に雑誌Numberのアンケートで、これまでJリーグでプレーした最強の外国人DF部門で第2位に選ばれた。

## 個人成績
| 国内大会個人成績 | 国内大会個人成績   | 国内大会個人成績 | 国内大会個人成績 | 国内大会個人成績             | 国内大会個人成績           | 国内大会個人成績 | 国内大会個人成績 | 国内大会個人成績 | 国内大会個人成績 | 国内大会個人成績 | 国内大会個人成績 |
| 年度             | クラブ             | 背番号           | リーグ           | リーグ戦                     | リーグ戦                   | リーグ杯         | リーグ杯         | オープン杯       | オープン杯       | 期間通算         | 期間通算         |
| 年度             | クラブ             | 背番号           | リーグ           | 出場                         | 得点                       | 出場             | 得点             | 出場             | 得点             | 出場             | 得点             |
| ブラジル         | ブラジル           | ブラジル         | ブラジル         | リーグ戦                     | リーグ戦                   | ブラジル杯       | ブラジル杯       | オープン杯       | オープン杯       | 期間通算         | 期間通算         |
| ---------------- | ------------------ | ---------------- | ---------------- | ---------------------------- | -------------------------- | ---------------- | ---------------- | ---------------- | ---------------- | ---------------- | ---------------- |
| 1983             | アメリカ-RJ        |                  |                  | 8                            | 0                          |                  |                  |                  |                  |                  |                  |
| 1984             | アメリカ-RJ        |                  |                  | 12                           | 0                          |                  |                  |                  |                  |                  |                  |
| 1985             | フラメンゴ         |                  |                  | 12                           | 0                          |                  |                  |                  |                  |                  |                  |
| 1986             | フラメンゴ         |                  |                  | 21                           | 1                          |                  |                  |                  |                  |                  |                  |
| 1987             | フラメンゴ         |                  |                  | 15                           | 1                          |                  |                  |                  |                  |                  |                  |
| 1988             | フラメンゴ         |                  |                  | 7                            | 0                          |                  |                  |                  |                  |                  |                  |
| 1989             | フラメンゴ         |                  |                  |                              |                            |                  |                  |                  |                  |                  |                  |
| ドイツ           | ドイツ             | ドイツ           | ドイツ           | リーグ戦                     | リーグ戦                   | リーグ杯         | リーグ杯         | DFBポカール      | DFBポカール      | 期間通算         | 期間通算         |
| 1989-90          | レバークーゼン     |                  | ブンデス         | 20                           | 2                          |                  |                  |                  |                  |                  |                  |
| 1990-91          | レバークーゼン     |                  | ブンデス         | 30                           | 2                          |                  |                  |                  |                  |                  |                  |
| 1991-92          | レバークーゼン     |                  | ブンデス         | 37                           | 5                          |                  |                  |                  |                  |                  |                  |
| 1992-93          | バイエルン         |                  | ブンデス         | 33                           | 3                          |                  |                  |                  |                  |                  |                  |
| 1993-94          | バイエルン         |                  | ブンデス         | 24                           | 2                          |                  |                  |                  |                  |                  |                  |
| 1994-95          | バイエルン         |                  | ブンデス         | 10                           | 1                          |                  |                  |                  |                  |                  |                  |
| 日本             | 日本               | 日本             | 日本             | リーグ戦                     | リーグ戦                   | リーグ杯         | リーグ杯         | 天皇杯           | 天皇杯           | 期間通算         | 期間通算         |
| 1995             | 鹿島               | -                | J                | 29                           | 8                          | -                | -                | 3                | 0                | 32               | 8                |
| 1996             | 鹿島               | -                | J                | 26                           | 2                          | 13               | 1                | 1                | 1                | 40               | 3                |
| 1997             | 鹿島               | 2                | J                | 31                           | 5                          | 12               | 7                | 5                | 4                | 48               | 16               |
| 1998             | 鹿島               | 2                | J                | 17                           | 2                          | 3                | 1                | 0                | 0                | 20               | 3                |
| ブラジル         | ブラジル           | ブラジル         | ブラジル         | リーグ戦                     | リーグ戦                   | ブラジル杯       | ブラジル杯       | オープン杯       | オープン杯       | 期間通算         | 期間通算         |
| 1999             | サンパウロ         |                  |                  | 13                           | 1                          |                  |                  |                  |                  |                  |                  |
| 2000             | ヴァスコ・ダ・ガマ |                  |                  | 13                           | 1                          |                  |                  |                  |                  |                  |                  |
| 2001             | ヴァスコ・ダ・ガマ |                  |                  | 22                           | 1                          |                  |                  |                  |                  |                  |                  |
| 2002             | フルミネンセ       |                  |                  |                              |                            |                  |                  |                  |                  |                  |                  |
| 2003             | フルミネンセ       |                  |                  |                              |                            |                  |                  |                  |                  |                  |                  |
| 通算             | ブラジル           | ブラジル         |                  | \|\|\|\|\|\|\|\|\|\|\|\|\|\| |                            |                  |                  |                  |                  |                  |                  |
| 通算             | ドイツ             | ドイツ           | ブンデス         | 154                          | 15\|\|\|\|\|\|\|\|\|\|\|\| |                  |                  |                  |                  |                  |                  |
| 通算             | 日本               | 日本             | J                | 103                          | 17                         | 28               | 9                | 9                | 5                | 140              | 31               |
| 総通算           | 総通算             | 総通算           | 総通算           | \|\|\|\|\|\|\|\|\|\|\|\|\|\| |                            |                  |                  |                  |                  |                  |                  |

その他の公式戦
- 1996年
  - サントリーカップ 2試合0得点
- 1997年
  - スーパーカップ 1試合0得点
  - Jリーグチャンピオンシップ 2試合0得点
- 1998年
  - Jリーグチャンピオンシップ 2試合0得点

その他の国際公式戦
- 1997年 - 1998年
  - アジアクラブ選手権 5試合2得点
- 1998年
  - アジアカップウィナーズカップ 1試合0得点

その他
- Jリーグオールスターサッカー出場 : 3回 (1995, 1996, 1997)

## 代表歴

### 出場大会
- 1983年 - 1995年 ブラジル代表
  - 1987年 - コパ・アメリカ (GL敗退)
  - 1988年 - ソウルオリンピック (銀メダル)
  - 1990年 - FIFAワールドカップ (ベスト16、4試合0得点)
  - 1994年 - FIFAワールドカップ (優勝、7試合0得点)
  - 1995年 - コパ・アメリカ (準優勝)

### 試合数
- 国際Aマッチ 64試合 3得点（1987年-1995年）[36]

| ブラジル代表 | 国際Aマッチ | 国際Aマッチ |
| 年           | 出場        | 得点        |
| ------------ | ----------- | ----------- |
| 1987         | 1           | 1           |
| 1988         | 7           | 1           |
| 1989         | 10          | 0           |
| 1990         | 7           | 0           |
| 1991         | 1           | 0           |
| 1992         | 2           | 1           |
| 1993         | 13          | 0           |
| 1994         | 12          | 0           |
| 1995         | 11          | 0           |
| 通算         | 64          | 3           |

## 監督成績
| 年度 | 所属    | クラブ         | リーグ戦 | リーグ戦 | リーグ戦 | リーグ戦 | リーグ戦 | リーグ戦 | カップ戦   | カップ戦   |
| 年度 | 所属    | クラブ         | 順位     | 勝点     | 試合     | 勝       | 分       | 敗       | ブラジル杯 | オープン杯 |
| ---- | ------- | -------------- | -------- | -------- | -------- | -------- | -------- | -------- | ---------- | ---------- |
| 2006 | セリエC | アメリカ-RJ    |          |          |          |          |          |          |            |            |
| 2010 | セリエA | ゴイアス       | 19位     | 33       | 38       | 8        | 9        | 21       | ベスト16   |            |
| 2011 | セリエA | フィゲイレンセ | 7位      | 58       | 38       | 15       | 13       | 10       |            |            |
| 年度 | 所属    | クラブ         | 順位     | 勝点     | 試合     | 勝       | 分       | 敗       | ナビスコ杯 | 天皇杯     |
| 2012 | J1      | 鹿島           | 11位     | 46       | 34       | 12       | 10       | 12       | 優勝       | ベスト4    |

## 獲得タイトル

### 選手時代
フラメンゴ
- カンピオナート・ブラジレイロ・セリエA：1987
- カンピオナート・カリオカ:1986
- キリンカップ：1988

バイエルン・ミュンヘン
- ブンデスリーガ：1993-94

鹿島アントラーズ
- Jリーグ：2回 (1996, 1998)
- ヤマザキナビスコカップ：1997
- 天皇杯：1997
- FUJI XEROX SUPER CUP：2回 (1997, 1998)

ヴァスコ・ダ・ガマ
- カンピオナート・ブラジレイロ・セリエA：2000
- コパ・メルコスール：2000

ブラジル代表
- FIFAワールドカップ: 1994
- FIFAワールドユース選手権: 1983

個人
- FIFAフェアプレー賞: 1991
- FIFAベストイレブン: 1991
- FIFAワールドカップベストイレブン: 1994
- Jリーグ最優秀選手賞 : 1996
- Jリーグベストイレブン : 1996
- ヤマザキナビスコカップMVP : 1997
- アントラーズ功労賞 : 2009

### 指導者時代

#### クラブ
鹿島アントラーズ
- ヤマザキナビスコカップ：2012
- スルガ銀行チャンピオンシップ：2012

CRヴァスコ・ダ・ガマ
- カンピオナート・カリオカ: 2016